# Henny Magnussen
Henny Magnussen, född 1878, död 1937, var en dansk jurist. 
Hon blev 1909 landets första kvinnliga advokat. 